# Fritz Perls

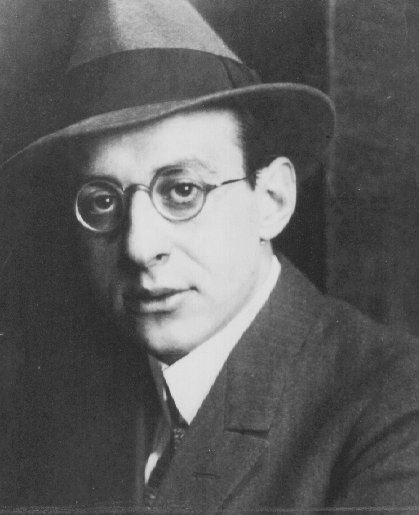
Fritz Perls

Friedrich Salomon (Fritz) Perls (Berlijn, 8 juli 1893 – Chicago, 14 maart 1970) was een vooraanstaand psychiater en psychotherapeut.
Perls bedacht de gestalttherapie, die hij vanaf de jaren veertig ontwikkelde met zijn vrouw Laura Perls. De kern van de gestalttherapie is de bevordering van bewustzijn, ofwel het bewustzijn van alle aanwezige gevoelens en gedragingen, en het contact tussen het zelf en zijn omgeving. De gestalttheoretische psychotherapie van Hans-Jürgen Walter van eind jaren negentig heeft raakvlakken met Perls benadering, maar is niet hetzelfde.
Perls was buiten het terrein van de psychotherapie bekend om een passage, omschreven als de Gestaltbede. Dit gold vooral in de jaren zestig, toen deze vorm van individualisme grote belangstelling had.

## Leven
Perls was van Joodse afkomst. Verwacht werd dat hij rechten ging studeren zoals zijn oom Hermann Staub, maar in plaats daarvan studeerde hij medicijnen. Nadat hij in de Eerste Wereldoorlog in het Duitse leger gediend had, studeerde hij af als arts. Perls werd aangetrokken door de psychiatrie en het werk van Sigmund Freud en de vroege Wilhelm Reich.
In 1930 trouwde hij Lore Posner (beter bekend als Laura Perls). Ze hadden twee kinderen, Renate en Stephen.
In 1933, nadat Hitler aan de macht gekomen was, gingen hij, zijn vrouw en hun oudste kind Renate naar Nederland. Een jaar later emigreerden ze naar Zuid-Afrika, waar Perls in 1941 Ego, honger en agressie schreef, dat hij een jaar later publiceerde. Zijn vrouw Laura droeg bij aan het boek, maar wordt meestal niet genoemd. Van 1942 tot 1946 diende Perls in het Zuid-Afrikaanse leger als legerpsychiater, met de rang van kapitein.
In 1946 ging Perls naar New York, waar hij kort samenwerkte met Karen Horney en daarna met Wilhelm Reich. Rond 1947 vroeg Perls aan schrijver Paul Goodman sommige handgeschreven notities neer te schrijven, wat samen met bijdragen van Ralph Hefferline leidde tot de publicatie Gestalt Therapy.
Perls vertrok in 1960 naar Californië, waar hij zijn workshops aanbood als lid van het Esaleninstituut in Big Sur, totdat hij de Verenigde Staten verliet om in 1969 een gestaltgemeenschap op te richten in Lake Cowichan op Vancouvereiland in Canada. Perls overleed ongeveer een jaar later op 76-jarige leeftijd aan hartfalen na een operatie in het Louis A. Weiss Memorial Hospital in Chicago.

### Boeken
- Ego, Hunger and Aggression, 1942, ISBN 0-939266-18-0
- Gestalt Therapy: Excitement and Growth in the Human Personality, 1951/1977, ISBN 0-939266-24-5
- Gestalt Therapy Verbatim, 1968, ISBN 0911226028
- The Gestalt Approach and Eye Witness to Therapy, 1973, ISBN 0-8314-0034-X
- In and Out the Garbage Pail, 1981, ISBN 0-553-20253-7

### Online geschriften
- (en)  Psychiatry in a New Key Niet-gepubliceerde manuscripten Fritz Perls
- (en)  Finding Self Through Gestalt Therapy Een transcriptie van een rede in 1957
- (en)  Planned Psychotherapy Een rede van Frederick Perls aan het eind van de jaren 1940